# Barra de Cahoacán
Barra de Cahoacán är en ort i Mexiko.   Den ligger i kommunen Suchiate och delstaten Chiapas, i den sydöstra delen av landet, 900 km sydost om huvudstaden Mexico City. Barra de Cahoacán ligger 13 meter över havet och antalet invånare är 795.
Terrängen runt Barra de Cahoacán är mycket platt. Havet är nära Barra de Cahoacán åt sydväst. Runt Barra de Cahoacán är det ganska tätbefolkat, med 129 invånare per kvadratkilometer. Närmaste större samhälle är Brisas Barra de Suchiate, 14,3 km sydost om Barra de Cahoacán. 